# Batujaya (Cigasong)
Batujaya is een bestuurslaag in het regentschap Majalengka van de provincie West-Java, Indonesië. Batujaya telt 2584 inwoners (volkstelling 2010).